# Adalgod von Osterburg
Adalgod von Osterburg (auch: Adalgoz, Adalgot, Adelgot; * nach 1060; † 12. Juni 1119 in Magdeburg) war Graf von Veltheim und 1107 bis 1119 Erzbischof von Magdeburg.

## Leben
Er war ein Enkel des Adalgot von Veltheim und nahe verwandt mit dem Grafen von Groitzsch, dem Bischof Burchard II. von Halberstadt und dem Erzbischof Werner von Magdeburg. Er wurde als Sohn des Grafen von Osterburg und Altenhausen Werner I. von Veltheim und dessen Frau Gisela von Groitzsch geboren. Als nachgeborener Sohn war er für das geistliche Amt bestimmt und wurde 1088 Dompropst in Halberstadt. Durch König Heinrich V. wurde er in den Pfingsttagen 1107 auf den erzbischöflichen Stuhl von Magdeburg erhoben. Die Weihe vollzog der Bischof Hezilo von Havelberg, weil die Erhebung gegen den Beschluss des Papstes Paschalis II. erfolgte.
Während seiner Regierungszeit begann das Christentum wieder östlich der Elbe Fuß zu fassen. Dazu hatte er bereits 1108 bereits einen Aufruf an die Bischöfe von Flandern, Sachsen, Franken, Lothringen und Halberstadt entsendet. Jedoch blieb dieser Aufruf ungehört. 1112 tauschte er das Kloster Hagemünster in Mainz mit dem Dorf Bennungen im Merseburgischen. Er gründete das Nicolaistift in Magdeburg und das Kloster Neuwerk bei Halle, das er mit Augustinern aus Rottenbuch (Oberbayern) besetzte. Im Kloster Neuwerk ist er auch begraben.
Im Laufe der Zeit wendete er sich von Kaiser Heinrich V. ab und unterstützte 1113 seine anverwandten Grafen, als diese einen Aufstand anzettelten, der jedoch 1114 niedergeschlagen wurde. Da er seinen Vetter Wiprecht III. von Groitzsch in seinem Schloss Lohburg jenseits der Elbe zum Winter-Aufenthalt aufgenommen hatte, verfiel er wie jener der Reichsacht und strenger Ahndung des Kaisers.
Aus der Zeit des Erzbischofs Adalgod ist das älteste Siegel des Erzstiftes Magdeburg überliefert. Der heilige Mauritius ist wie ein Ritter des 12. Jahrhunderts dargestellt. In der Rechten trägt er eine Fahne, die Linke ruht auf einem Schild. Die Umschrift lautet: SANCTVS MAVRICIVS MARTYR GLORIOSVS (der heilige Moritz, berühmter Märtyrer).